# 春見朔子
春見 朔子（はるみ さくこ、1983年5月2日 - ）は、日本の小説家。

## 経歴
1983年5月2日、北海道旭川市に生まれる。北海道旭川北高等学校、北海道大学薬学部卒業。
小学校の卒業アルバムに将来の夢として小説家と書いていたが、薬剤師への道を歩む。
2015年4月に友人らと食事をしていた際に小学校の卒業アルバムの話となり、今からでも小説家になれると言われ、翌5月30日から執筆を開始し、同年6月末が締め切りだった第40回すばる文学賞に応募した『そういう生き物』が受賞作となった。歌人・小説家の加藤千恵とは高校の同級生で友人である。
札幌市在住。

## 作品リスト

### 単行本
- 『そういう生き物』（ISBN 9784087710540、2017年2月、集英社）
  - 初出：『すばる』2016年11月

### 雑誌掲載
- 『きみはコラージュ』（すばる 2017年10月号）
- 『転写か翻訳』（すばる 2018年6月号）